# 判田村
判田村（はんだむら）は、大分県大分郡にあった村。現在の大分市の一部にあたる。

## 地理
- 河川：大野川[3]
- 山岳：本宮山[4]

## 歴史
- 1889年（明治22年）4月1日、町村制の施行により、大分郡中判田村、上判田村、下判田村が合併して村制施行し、判田村が発足[1][2]。旧村名を継承した中判田、上判田、下判田の3大字を編成[2]。
- 1954年（昭和29年）3月31日、大分郡戸次町、竹中村、吉野村と合併し大南町を新設して廃止された[1][2]。

### 地名の由来
旧判田郷に由来。

## 交通

### 鉄道
- 1914年（大正3年）犬飼軽便鉄道（現豊肥本線）大分～中判田間開通[2]、中判田駅開設。1916年（大正5年）9月1日、中判田～竹中間開通[2]、竹中駅開設。